# Чжу Пэйдэ
Чжу Пэйдэ́ (кит. упр. 朱培德, пиньинь Zhū Péidé, 29 октября 1888 — 17 февраля 1937) — китайский военный и политический деятель. В 1926—27 годах участвовал в Северном походе, в котором командовал 3-й армией Национально-революционной армии, в 1927—29 годах был губернатором Цзянси. После этого он занимал должности главы генерального штаба, начальника общевойсковой подготовки и начальника управления военной комиссии.

## Биография и карьера

### Ранние годы
Чжу Пэйдэ родился в уезде Гуантун провинции Юньнань в 1888 году. Когда ему было 5 лет, он с бабушкой переехал в Аньнин, где готовился к поступлению в школу, и в дальнейшем бабушка в основном занималась его воспитанием, так как отец умер, когда Чжу было 7 лет.
В 18 лет Чжу поступил в военную школу в Куньмине, после чего та вошла в состав Юньнаньской военной академии. В ней Чжу проникся анти-цинскими настроениями, в частности, благодаря тому, что одним из преподавателем в ней с весны 1911 года был Цай Э.

### Военная служба
В октябре 1911 года, когда началась Синьхайская революция, Чжу выступил на стороне революционеров, силы которых в Юньнани возглавлял Цай Э. После победы революционеров и Чжу вернулся в академию, которую закончил в 1914 с лучшим в группе результатом. Он был назначен командовать сформированным 3-м пехотным полком Юньнани и отправлен на подавление волнений племён мяо; многие из его подчинённых при этом умерли от малярии, которой сам Чжу тоже переболел, но в итоге выжил. 
В конце 1915 года президент Китайской Республики Юань Шикай провозгласил себя императором, что вызвало массовое недовольство. Цай Э и Тан Цзияо организовали сопротивление, что в привело к Войне в защиту республики, в которой Чжу принял участие на стороне противников монархии и командовал войсками в составе 2-й армии. 
После смерти Юань Шикая в 1916 году, Сунь Ятсен попытался укрепиться в южных провинциях Китая. Чжу выступил на его стороне и за успехи в 1917 году был повышен до командующего 4-й дивизией армии Юньнани в Гуандуне. Также Чжу был назначен командующим гарнизона в Гуанчжоу. 
В 1918 году контроль над армией в Юньнани перехватил Ли Кэнъюань, но Чжу пока что сохранил свою должность. В 1920 году, когда Тан Цзияо попытался отстранить Ли от управления армиями и назначить на эту должность Ли Лецзюня, тот не подчинился приказу и попытался сам лишить командования нелояльных ему офицеров, среди которых был Чжу. После безуспешной попытки сопротивления, Чжу был вынужден бежать со своей 4-й дивизией сначала в Гонконг, а потом на юг Хунани, продолжая поддерживать связь с Тан Цзияо: например, когда начался вооружённый конфликт между Тан Цзияо и военным губернатором Сычуани, Чжу отправил свои войска на помощь. 
В мае 1921 года Сунь Ятсен вновь решил заручиться поддержкой Чжу и других офицеров, после чего с их помощью изгнал Лу Жунтина из Гуанси. В то же время Тан Цзияо потерял власть в Юньнани, и Сунь Ятсен назначил Чжу командующим войсками той провинции. Сам Чжу тогда же стал твёрдым сторонником Гоминьдана. 
В 1922 году произошёл раскол внутри Гоминьдана: Чэнь Цзюнмин, до этого в некоторых вопросах не соглашавшийся с Сунь Ятсеном, вступил с ним в военное противостояние и укрепился в Гуанчжоу. Первая попытка взятия Гуанчжоу Сунь Ятсена потерпела неудачу, но к январю 1923 года Чэнь Цзюнмин был изгнан оттуда. Войска, подчинявшиеся Чжу, были реорганизованы в гвардию, охранявшую штаб Сунь Ятсена, а сам Чжу был назначен военным министром. Однако в октябре того же года Чэнь Цзюнмин предпринял новую попытку завладеть Гуанчжоу, которая в конце концов обернулась неудачей — немалую роль в этом сыграли действия Чжу, что заметно повысило его престиж. К июлю 1925 года Чжу стал членом правительственного совета и генерал-квартирмейстером. 
В 1926 году прошёл 2-й национальный конгресс Гоминьдана. На нём Чжу был выбран одним из членов Центрального исполнительного комитета, которым он оставался до своей смерти в 1937 году и Центрального политического совета. В том же году начался Северный поход, в котором Чжу был назначен командиром 3-й армии Национально-революционной армии. Его солдаты вели тяжёлые бои в провинции Цзянси, бывшей под контролем Сунь Чуаньфана и участвовали в захвате Наньчана — столицы Цзянси. Чжу вошёл в состав новообразованного правительства этой провинции, а после этого он совместно с его бывшим командиром Чжу Дэ организовал там подготовку офицерских кадров. В апреле 1927 года Чжу Пэйдэ был назначен губернатором провинции. 
В том же году внутри партии произошёл ещё один раскол: Чан Кайши, контролировавший Национально-революционную армию, отказался подчиняться гоминьдановскому правительству в Ухани и в апреле организовал альтернативное правительство в Нанкине. Чжу решил подчиняться уханьскому правительству, так как был знаком с одной из его ключевых фигур — Ван Цзинвэем. Раскол не закончился уничтожением ни одной из сторон, но постепенно руководство партией и страной перешло в руки Чана Кайши. Чжу, тем не менее, не был лишён своих должностей. 
Кроме того, в результате раскола ухудшились отношения Гоминьдана с китайскими коммунистами, и Чжу принял ряд мер против последних: в Цзянси было объявлено военное положение, были арестованы и изгнаны многие профсоюзные деятели. В течение нескольких недель в конце 1928 года Чжу командовал антикоммунистическими операциями в Цзянси и в Хунани. 
В августе 1929 года Чжу подал в отставку со своего поста губернатора Цзянси. В сентябре он был назначен начальником генерального штаба, но в марте 1931 Чан Кайши сам занял эту должность, и Чжу был переведён на более низкую должность: начальника управления военной комиссии, однако с декабря 1931 по март 1932 года Чжу замещал Чана Кайши на должности начальника генерального штаба. Кроме того, Чжу был снова назначен на эту должность в декабре 1934 года. Также в 1929—1931 годы Чжу был членом Государственного совета, а в 1933 году ему была предложена должность министра военных дел, но он отказался.
В феврале 1937 года Чжу умер от заражения крови. Оно было инъекцией препарата, который Чжу использовал для борьбы с анемией.

### Личная жизнь
В 1919 году Чжу женился на Чжао Хуэйчжунь. В этом браке родилось двое детей: Чжу Вэйлян и Чжу Вэйсинь, которые после смерти отца в 1937 году переехали с матерью в США.